# Ludmil Katzarkov
Ludmil Vassilev Katzarkov est un mathématicien bulgare, né le 19 décembre 1961 à Roussé. Il enseigne à l'Institut für Mathematik de l'Université de Vienne et à l'Université de Miami.

## Biographie
Ludmil Katzarkov a obtenu une maîtrise ès sciences de l'Université d'État de Moscou en 1987 et un doctorat de l'Université de Pennsylvanie en 1995, sous la supervision de Ron Yehuda Donagi avec une thèse intitulée « Factorizaton Theorems for the Representations of the Fundamental Groups of Quasiprojective Varieties and Some Applications ».

## Travaux
En géométrie algébrique, Ludmil Katzarkov a travaillé sur l'étude de l’espace des métriques
des variétés kählériennes, dans la théorie de Hodge et la symétrie miroir. Katzarkov a été le premier à utiliser la théorie non-abélienne de Hodge pour résoudre la conjecture d'uniformisation de Shafarevich (théorème de Faltings) et il a prouvé cette conjecture pour les variétés quasi-projectives des groupes virtuellement nilpotents. Puis, avec Eyssidieux, Pantev et Ramachandran, Katzarkov a prouvé la conjecture pour les variétés quasi-projectives avec des groupes fondamentaux pratiquement linéaires.

## Prix et distinctions
Katzarkov a été Sloan Research Fellow en 1998, Clay Research Fellow en 2005 et Simons Fellow in Mathematics en 2014. Il a reçu un National Science Foundation CAREER Awards (en) en 2010 et un ERC Advanced grant en 2008.

## Publications (sélection)
- Ludmil Katzarkov, « Nilpotent  Groups  and  universal  coverings  of  smooth  projective  manifolds », J. Differ. Geom., vol. 45,‎ 1997, p. 336-348.
- Ludmil Katzarkov et Mohan Ramachandran, « On  the  universal  coverings  of  algebraic  surfaces », Ann. Sci. Éc. Norm. Supér., vol. 45,‎ 1997, p. 336-348.
- Philippe Eyssidieux, Ludmil Katzarkov, Tony Pantev et Mohan Ramachandran, « Linear Shafarevich Conjecture », Annals of Mathematics, vol. 176, no 3,‎ 2012, p. 1545-1581 (DOI 10.4007/annals.2012.176.3.4, lire en ligne).
- Denis Auroux, Ludmil Katzarkov, Tony Pantev, Yan Soibelman et Yuri Tschinkel (éditeurs), Algebra, geometry, and physics in the 21st century : Kontsevich Festschrift, Bâle, Birkhäuser/Springer, coll. « Progress in Mathematics » (no 324), 2017, vii+364 (ISBN 978-3-319-59938-0 et 978-3-319-59939-7, zbMATH 1378.14001).
- avec M. Abouzaid, D. Auroux, A. Efimov, D. Orlov: Homological mirror symmetry for punctured spheres, Journal of the American Mathematical Society, vol 26,  2013, p. 1051–1083, Arxiv